# 石井由多加
石井 由多加（いしい ゆたか、1985年8月12日 - ）は日本の俳優である。群馬出身。
PKP所属の俳優。

## 人物
趣味・特技はサッカー、剣道、殺陣。

人狼 ザ・ライブプレイングシアターへの参加により、最近は人狼やボードゲームが趣味・特技となっている。また、けん玉も得意である。

児玉健の誘いにより、2015年からは人狼ルーム公式プレイヤーとしても活躍している。

## 主な活動

### ドラマ
- ハンチョウ〜神南署安積班〜シリーズ4（TBS系列）
- 国選〜告発弁護人〜
- ストロベリーナイト (テレビドラマ)（CX系列）
- 坂の上の雲 (テレビドラマ)（NHK系列）

### 舞台
- 「TEN COUNT〜春の章〜」（2007年11月、シアターVアカサカ）
- 「夕日の向こう側〜僕が最後に見た風景〜」（2008年12月）
- 「愛のルーシー」（2009年5月）
- 「呪われたバブルの塔」（2009年10月）
- 「帰って来た蛍〜神々のたそがれ〜」（2010年7月）
- 「恋文横丁2010」（2010年10月）
- 「真久部卓の生活」（2010年4月 - 5月、テアトルBONBON）
- 「おとこ会!」（2012年3月、テアトルBONBON）
- 「もう、死んでいます」（2012年11月、テアトルBONBON）
- 「人狼 ザ・ライブプレイングシアター」#02:BETA（2012年12月、シアターGREEN BIG TREE THEATER） - 銀行員メイソン 役
- 「人狼 ザ・ライブプレイングシアター」#03:VILLAGE I（2013年1月 - 2月、サンモールスタジオ） - 自由人メイソン 役
- 「人狼 ザ・ライブプレイングシアター」#04:VILLAGE II（2013年4月、上野ストアハウス） - 自由人メイソン 役
- 「人狼 ザ・ライブプレイングシアターX　新撰組」（2013年6月、吉祥寺シアター） - 吉村貫一郎 役
- 「逝きたくない!」（2013年6月、テアトルBONBON）
- 「人狼 ザ・ライブプレイングシアター」#06:VILLAGE IV（2013年8月、シアターブラッツ） - 自由人メイソン 役
- 「七味のサムライII〜琉球編〜」（2013年9月、上野ストアハウス） - 日替わり歌手
- 「人狼 ザ・ライブプレイングシアター」#07:CASTLE（2013年10月、相鉄本多劇場） - 自由人メイソン 役
- 「人狼 ザ・ライブプレイングシアター」#08:MISSION（2013年12月、上野ストアハウス） - メイソン 役
- 「人狼 ザ・ライブプレイングシアター」#09:VILLAGE V（2014年1月、上野ストアハウス） - 自由人メイソン 役
- 「人狼 ザ・ライブプレイングシアター」#10:WITCH（2014年1月、上野ストアハウス） - 天秤座の魔女メイソン 役
- 「スタア」（2014年2月 - 3月、六行会ホール）
- 「人狼 ザ・ライブプレイングシアター」#11:VILLAGE VI（2014年3月、サンモールスタジオ） - 自由人メイソン 役
- 「OASIS」（2014年4月 - 5月、シアターサンモール） - シシマル 役
- 「人狼 ザ・ライブプレイングシアター」#12:STEAM（2014年5月、シアターGREEN BIG TREE THEATER） - 喧騒の変人メイソン役
- 「BROTHERS CONFLICT ―BROTHERS ON STAGE!―」（2014年6月、シアターサンモール） - 朝日奈雅臣 役
- 「プライム輪舞曲〜素数と宝剣（つるぎ）と金庫の謎〜」（2014年7月、シアターKASSAI） - 山里達也 役
- 「人狼 ザ・ライブプレイングシアター」#13:VILLAGE VII（2014年7月 - 8月、シアターKASSAI） - 自由人メイソン 役
- 「人狼 ザ・ライブプレイングシアターX　新撰組」（2014年9月、CBGKシブゲキ!!） - 吉村貫一郎 役
- 「人狼 ザ・ライブプレイングシアター」#14:VILLAGE VIII（2014年11月、金沢市民芸術村PIT2ドラマ工房） - 自由人メイソン 役
- 「人狼 ザ・ライブプレイングシアター」#16:VILLAGE IX（2014年12月、シアターKASSAI） - 自由人メイソン 役
- 「人狼 ザ・ライブプレイングシアター」#17:DEPTH（2015年2月、情報通信交流館e-とぴあ・かがわ） - Handy-Andyメイソン 役
- 「人狼 ザ・ライブプレイングシアター」#18:MISSION II（2015年2月、萬劇場） - 泥棒メイソン 役
- 「BROTHERS CONFLICT ―BROTHERS ON STAGE!2―」（2015年3月、紀伊國屋サザンシアター月） - 朝日奈雅臣 役
- 「BROTHERS CONFLICT ―BROTHERS ON STAGE!再演―」（2015年4月、シアターサンモール/松下IMPホール） - 朝日奈雅臣 役
- 「人狼 ザ・ライブプレイングシアター」#19:VILLAGE X（2015年4月、萬劇場） - 自由人メイソン 役
- 「人狼 ザ・ライブプレイングシアター」#20:STEAM II（2015年6月、シアターGREEN BIG TREE THEATER） - 喧騒の変人メイソン 役
- 「人狼 ザ・ライブプレイングシアター」S#01:VILLAGE（2015年7月、大阪インディペンデントシアター2nd） -　自由人メイソン 役
- 「人狼 ザ・ライブプレイングシアターX　PSYCHO-PASS サイコパス」（2015年9月 - 10月、シアターサンモール） - 執行官・灰音響軌 役
- 「人狼 ザ・ライブプレイングシアター」#21:SPECIAL VILLAGE（2015年10月、新宿村LIVE） - メイソン 役
- 「The Twelfth Night」（2015年10月 - 11月、シアターモリエール） - トービー 役
- 「十七人の侍」（2015年11月、CBGKシブゲキ!!） - ロクロベエ 役
- 「魔王ロス症候群」（2015年12月、シアターサンモール） - サトウ 役
- 「人狼 ザ・ライブプレイングシアター」#22:DEPTH II（2016年1月、新宿村LIVE） - Handy-Andyメイソン役
- 「人狼 ザ・ライブプレイングシアター」The Room#01（2016年2月、瓦町FLAG 8F アートステーション） - ♠Kメイソン 役
- 「7人のギャングスター」（2016年3月、シアターモリエール） - カントク 役
- 「人狼 ザ・ライブプレイングシアター」ナンジャタウンSTAGE ナジャヴのポーションパニック　インフォメーションメイソン役 ナンジャタウン レッドサロン（2016年6月）
- 「BROTHERS CONFLICT ―BROTHERS ON STAGE!3― THE FINAL」（2016年7月、全労済ホール スペースゼロ/松下IMPホール） - 朝日奈雅臣 役
- 「人狼 ザ・ライブプレイングシアター」ラグナロクステージ（2016年7月、新宿村LIVE） - 自由の勇者メイソン役
- 「人狼 ザ・ライブプレイングシアターX　宇宙兄弟」（2016年7月、新宿村LIVE） - 嵐柴由明 役
- 「人狼 ザ・ライブプレイングシアター」#23:VILLAGE XI（2016年7月、新宿村LIVE） - 自由人メイソン 役
- 「パリピ!!〜ゆずれない夏〜」（2016年8月、しもきた空間リバティ）
- 「上手」（2016年8月、俳優座劇場）
- 「刺毛-シモウ-」テアトルBONBON（2016年10月、テアトルBONBON）
- 「LDK ミディアム」（2016年11月、ワーサルシアター）
- 「人狼 ザ・ライブプレイングシアター」 #26:FLAG（2017年1月、新宿村LIVE） - 船長メイソン 役
- 「人狼 ザ・ライブプレイングシアターX　予言者育成学園 Fortune Tellers Academy」（2017年2月、スクウェア・エニックス本社） - S級ヴァイス隊メイソン 役
- 「人狼 ザ・ライブプレイングシアターX　新撰組」（2017年3月、CBGKシブゲキ!!） - 吉村貫一郎 役
- 「人狼 ザ・ライブプレイングシアター　in ニコファーレ -RHAPSODY-」（2017年3月、ニコファーレ） - 自由人メイソン 役
- 「空と雲とバラバラの奥さま」（2017年4月 - 5月、吉祥寺シアター/HEP HALL）
- 「人狼 ザ・ライブプレイングシアターX　新撰組外伝」（2017年5月、スペース・ゼロ） - 高杉晋作 / 吉村貫一郎 役
- 「七城学園 月蝕校舎～セブンススクール・ルナパレス」（2017年6月、シアターKASSAI） - 日替わりゲスト
- 「人狼 ザ・ライブプレイングシアターX　宇宙兄弟 Rebellion of the Fullmoon」（2017年7月 - 8月、シアターサンモール） - 嵐柴由明 役
- 「ヴェニスの商人 CS」（2025年11月〈予定〉、IMAホール）[3]

### 映画
- 「クロサワ映画2」
- 「にっちもさっちも」
- 「サプライズ!」
- 「かぞくわり」

### TV
- 「アスリート感動劇場 1億の心に響く物語〜塚本泰史」
- 「魔女たちの22時〜魔王・再現〜」
- 「ジモトピ世田谷・調布・狛江」（2013年4月 - 、J:COM東京） - MCレギュラー
- 「いまどこ!?イレブン」（2013年4月 - 2015年5月、J:COM東京） - 中継レポーター
- 「ステキ＋Life」（2013年5月 - 、J:COM東京） - レポーターレギュラー
- 「100%スフィーダ!」（2014年6月、J:COM東京） - MCレギュラー

### ネット番組
- マドックとメイソンが責任を持って進める番組　略してマメばん（毎月13日 22:00〜24:00、ニコニコ生放送 / セブンスキャッスルch）

### DVD
- 「呪いのリスト5『影取りの鏡』」
- 「2ちゃんねるの呪い8」 - 主演

### その他
- 「ドイツゲームスペース@Shibuya presents　異種格闘技人狼」（2013年10月10日）
- ニコニコ生放送「将棋棋士vs人狼スペシャリスト」（2014年3月18日）
- ニコニコ生放送「将棋棋士vsゲームクリエイター」（2014年4月19日）
- 「WAR→P! in Fantasy 〜神託の花嫁と夜明けの鍵〜 Oβver」（2014年11月21日、スタジオ・アッサンブラージュ） - ゲスト出演・アーティ 役
- 「アルティメット人狼2」（2014年12月19日）
- 「ガチ人狼」（2015年1月1日）
- 「ガチ人狼」（2015年3月14日）
- 「アルティメット人狼3」第2部〜棋士の逆襲!〜（2015年5月6日）
- 「アルティメット人狼4」第2部（2015年9月13日）- 自由人 メイソン 役
- 「アルティメット人狼5」第2部（2016年1月17日）- 自由人 メイソン 役
- 「アルティメット人狼6」第2部（2016年6月5日）- 自由人 メイソン 役
- 「アルティメット人狼7」第2部（2016年10月1日）- 自由人 メイソン 役
- 「アルティメット人狼8」昼の部（2017年5月7日）- 自由人 メイソン 役
- 「アルティメット人狼9」昼の部（2018年3月25日）- 自由人 メイソン 役